# ادرنلا اسولا
ادرنلا اسولا (اوکراینی: Адерінсола Хабіб Есеола؛ زادهٔ ۲۸ ژوئن ۱۹۹۱) بازیکن فوتبال اهل اوکراین است.
از باشگاه‌هایی که در آن بازی کرده‌است می‌توان به باشگاه فوتبال دینامو کی‌یف اشاره کرد.
وی همچنین در تیم ملی فوتبال Ukraine U17 بازی کرده‌است.